# Liste der Gemarkungen von Nürnberg

Kleines Wappen der Stadt Nürnberg
Großes Wappen der Stadt Nürnberg

Die Liste der Gemarkungen von Nürnberg enthält alle 49 Gemarkungen auf dem Gebiet der Stadt Nürnberg.
Die Gemarkungen untergliedern sich in Flurstücke. Beide sind im Grundbuch eingetragen und werden zum Dokumentieren der Eigentumsverhältnisse genutzt. Die Gemarkungen tragen häufig die Namen ehemaliger Gemeinden. Sie haben einen historischen Bezug zu der Struktur zu Beginn des 19. Jahrhunderts, im Gegensatz zu den statistischen Bezirken, die weder Ober- noch Teilmengen der Gemarkungen sind.

## Gemarkungen von Nürnberg

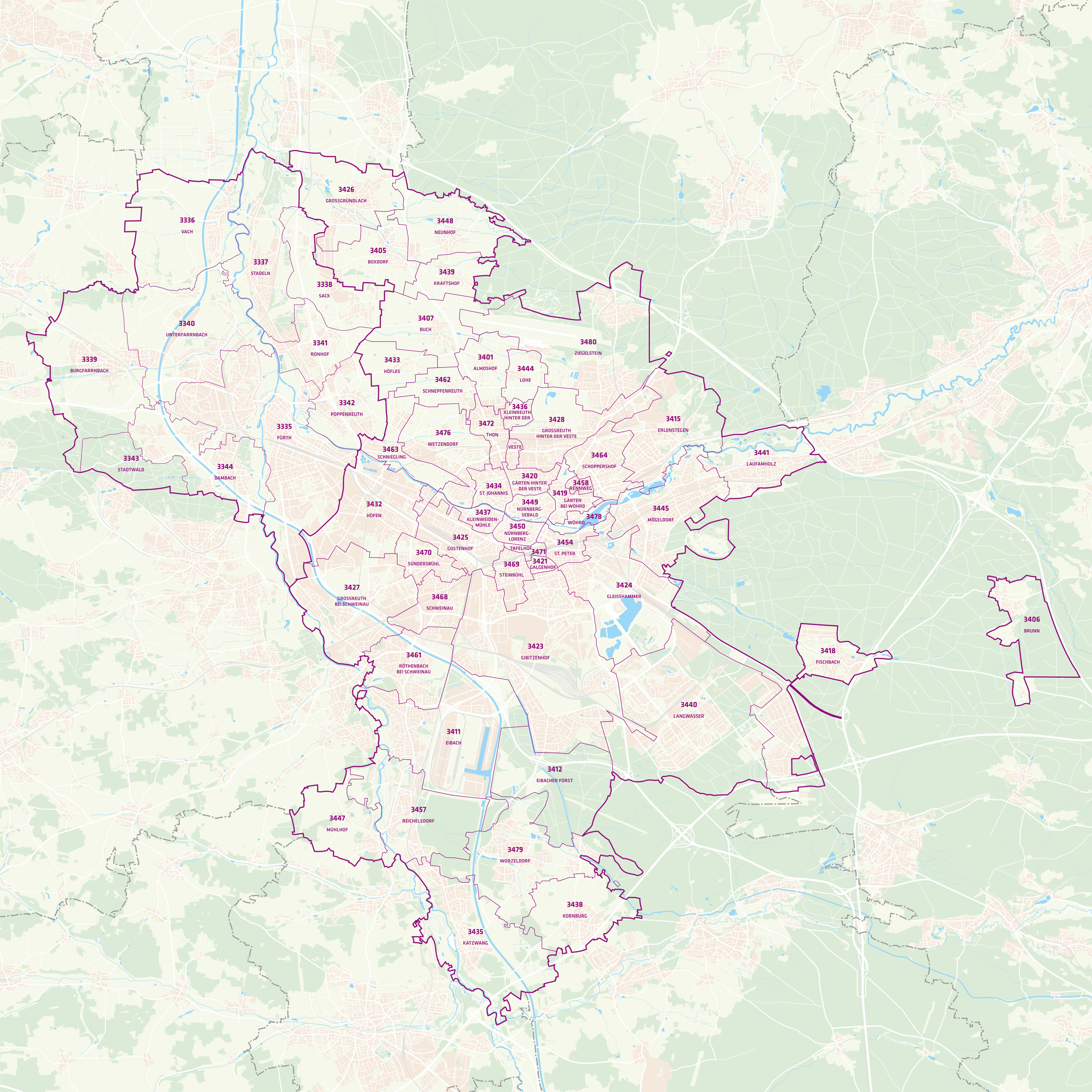
Das Stadtgebiet Nürnbergs gliedert sich in 49 Gemarkungen.

| Lage | Gemarkungs- nummer | Gemarkung                   | Stadtteile | Fläche in km² |
| ---- | ------------------ | --------------------------- | --- | ------------- |
|      | 3401               | Almoshof                    | Almoshof | 2,10          |
|      | 3405               | Boxdorf                     | Boxdorf, Schmalau | 3,37          |
|      | 3406               | Brunn                       | Birnthon, Brunn, Netzstall                                                                                               | 1 13,77       |
|      | 3407               | Buch                        | Buch | 4,03          |
|      | 3411               | Eibach                      | Eibach, Maiach | 9,08          |
|      | 3412               | Eibacher Forst              | (Waldgebiet) | 6,43          |
|      | 3415               | Erlenstegen                 | Erlenstegen, St. Jobst, Spitalhof, Steinplatte                                                                           | 5,33          |
|      | 3418               | Fischbach                   | Altenfurt, Fischbach bei Nürnberg, Moorenbrunn                                                                           | 1 24,17       |
|      | 3419               | Gärten bei Wöhrd            | Gärten bei Wöhrd | 0,97          |
|      | 3420               | Gärten hinter der Veste     | Gärten hinter der Veste                                                                                                  | 0,83          |
|      | 3421               | Galgenhof                   | Galgenhof | 0,27          |
|      | 3423               | Gibitzenhof                 | Falkenheim, Gartenstadt Gibitzenhof, Hummelstein, Kettelersiedlung, Lichtenhof, Rabus, Rangierbahnhof-Siedlung, Werderau | 13,90         |
|      | 3424               | Gleißhammer                 | Bleiweiß, Gleißhammer, Weichselgarten, Zerzabelshof                                                                      | 6,99          |
|      | 3425               | Gostenhof                   | Gostenhof | 2,55          |
|      | 3426               | Großgründlach               | Großgründlach, Kleingründlach, Reutles, Schmalau                                                                         | 4,87          |
|      | 3427               | Großreuth bei Schweinau     | Gebersdorf, Großreuth bei Schweinau, Kleinreuth bei Schweinau, Neuröthenbach                                             | 6,91          |
|      | 3428               | Großreuth hinter der Veste  | Großreuth hinter der Veste, Herrnhütte, Klingenhof, Marienberg, Maxfeld, Schafhof                                        | 4,14          |
|      | 3432               | Höfen                       | Doos, Eberhardshof, Gaismannshof, Höfen, Leyh, Muggenhof                                                                 | 5,26          |
|      | 3433               | Höfles                      | Höfles | 1,92          |
|      | 3434               | St. Johannis                | St. Johannis | 1,04          |
|      | 3435               | Katzwang                    | Greuth, Katzwang, Neukatzwang, Reichelsdorfer Keller                                                                     | 7,83          |
|      | 3436               | Kleinreuth hinter der Veste | Kleinreuth hinter der Veste, Nordbahnhof                                                                                 | 0,80          |
|      | 3437               | Kleinweidenmühle            | Kleinweidenmühle, Rosenau                                                                                                | 0,77          |
|      | 3438               | Kornburg                    | Kornburg | 4,33          |
|      | 3439               | Kraftshof                   | Kraftshof | 2,00          |
|      | 3440               | Langwasser                  | Altenfurt, Langwasser, Neulandsiedlung, Neuselsbrunn                                                                     | 14,67         |
|      | 3441               | Laufamholz                  | Freilandsiedlung, Hammer, Laufamholz, Oberbürg, Unterbürg                                                                | 3,72          |
|      | 3444               | Lohe                        | Lohe | 1,28          |
|      | 3445               | Mögeldorf                   | Mögeldorf, Rehhof | 6,49          |
|      | 3447               | Mühlhof                     | Holzheim, Krottenbach, Mühlhof                                                                                           | 3,59          |
|      | 3448               | Neunhof                     | Neunhof | 4,25          |
|      | 3449               | Nürnberg-Lorenz             | Lorenz | 0,75          |
|      | 3450               | Nürnberg-Sebald             | Sebald | 0,85          |
|      | 3454               | St. Peter                   | Gleißbühl, Glockenhof, St. Peter, Tullnau                                                                                | 1,03          |
|      | 3457               | Reichelsdorf                | Gerasmühle, Koppenhof, Lohhof, Reichelsdorf                                                                              | 6,37          |
|      | 3458               | Rennweg                     | Rennweg, Veilhof | 0,31          |
|      | 3461               | Röthenbach bei Schweinau    | Röthenbach bei Schweinau                                                                                                 | 3,78          |
|      | 3462               | Schnepfenreuth              | Schnepfenreuth | 1,61          |
|      | 3463               | Schniegling                 | Kriegsopfersiedlung, Schniegling                                                                                         | 2,13          |
|      | 3464               | Schoppershof                | Nordostbahnhof, Rechenberg, Schoppershof, Veilhof, Weigelshof                                                            | 2,35          |
|      | 3468               | Schweinau                   | St. Leonhard, Sandreuth, Schweinau                                                                                       | 2,09          |
|      | 3469               | Steinbühl                   | Steinbühl | 1,15          |
|      | 3470               | Sündersbühl                 | Seeleinsbühl, Sündersbühl, St. Leonhard                                                                                  | 1,65          |
|      | 3471               | Tafelhof                    | Tafelhof | 0,31          |
|      | 3472               | Thon                        | Thon | 1,09          |
|      | 3476               | Wetzendorf                  | Wetzendorf | 3,83          |
|      | 3478               | Wöhrd                       | Wöhrd | 0,77          |
|      | 3479               | Worzeldorf                  | Gaulnhofen, Herpersdorf, Königshof, Pillenreuth, Weiherhaus, Worzeldorf                                                  | 7,46          |
|      | 3480               | Ziegelstein                 | Buchenbühl, Loher Moos, Ziegelstein                                                                                      | 9,77          |